# Chiesa di Santa Caterina da Siena (L'Aquila)
La chiesa di Santa Caterina da Siena, anche nota con il nome di Santa Maria della Pietà, è un edificio religioso dell'Aquila, situato nel quarto di San Pietro.

## Storia
Il convitto femminile di Santa Maria della Pietà — ufficialmente intitolato alle «Orfanelle zitelle onorate, oneste, povere e bisognose» — fu fondato il 27 luglio 1598 da Giulio Vivio, riutilizzando gli spazi della sua dimora storica in via Sassa, probabilmente in adiacenza ad un preesistente monastero gestito da monache dell'ordine domenicano ed intitolato a Santa Caterina da Siena, da cui poi il nome dell'intero complesso.
L'edificio affonda le sue radici al XV secolo e si presentava, in origine, con una raffinata facciata porticata delle cui arcate rimangono i resti; al 1555 risalgono invece le prime fonti che attestano la presenza del monastero di Santa Caterina da Siena.
La chiesa venne realizzata presumibilmente all'inizio del XVII secolo, venendo acquistata ed annessa al convitto con atto del 5 marzo 1608. Fu poi completata nel 1627 quando si realizzò il portale d'accesso. La chiesa seicentesca era costituita da un'unica aula rettangolare con copertura piana, presumibilmente a cassettoni lignei.
Subì danneggiamenti dal terremoto dell'Aquila del 1703 e venne rapidamente restaurata con un inedito impianto dal gusto barocco che fu presumibilmente completato in più riprese nella seconda metà del XVIII secolo. Parallelamente, le monache di Santa Caterina acquistarono dal San Filippo, il vicino sito prospiciente la basilica di San Giuseppe Artigiano, dove Ferdinando Fuga progettò la nuova chiesa di Santa Caterina Martire.
Con la soppressione degli ordini monastici, nel XIX secolo, il monastero e la chiesa diventarono di proprietà comunale e furono destinati ad ospitare un archivio cittadino.

## Descrizione
La chiesa è situata in via Sassa, nel locale di Amiterno, all'interno del quarto di San Pietro. È ricompresa all'interno delle strutture di Palazzo Bucciarelli Vivio, tra i più articolati e suggestivi palazzi dell'Aquila.
Il volume della chiesa è pressoché invisibile dall'esterno, essendo individuabile solamente dal possente contrafforte, probabilmente aggiunto alla costruzione in seguito al terremoto dell'Aquila del 1703. Il solo dettaglio riconducibile alla chiesa è un portoncino ogivale tamponato. L'accesso avviene indirettamente passando attraverso un androne di servizio al vecchio monastero.
L'interno — derivante dalla ricostruzione settecentesca ed oggi in condizioni deprecabili, per via dei decenni d'incuria e abbandono — è costituito da un'unica aula rettangolare posta parallela a via Sassa, incentrata su una cellula a pianta quadrata e cupolata, individuata lateralmente da coppie di paraste corinzie.